# 1340
Portal Geschichte | Portal Biografien | Aktuelle Ereignisse | Jahreskalender | Tagesartikel

◄ |
13. Jahrhundert |
14. Jahrhundert
| 15. Jahrhundert | ►

◄ |
1310er |
1320er |
1330er |
1340er
| 1350er | 1360er | 1370er | ►

◄◄ |
◄ |
1336 |
1337 |
1338 |
1339 |
1340
| 1341 | 1342 | 1343 | 1344 | ► | ►►
Staatsoberhäupter  · Nekrolog
| Januar | Januar | Januar | Januar | Januar | Januar | Januar | Januar |
| Kw     | Mo     | Di     | Mi     | Do     | Fr     | Sa     | So     |
| ------ | ------ | ------ | ------ | ------ | ------ | ------ | ------ |
| 52     |        |        |        |        |        | 1      | 2      |
| 1      | 3      | 4      | 5      | 6      | 7      | 8      | 9      |
| 2      | 10     | 11     | 12     | 13     | 14     | 15     | 16     |
| 3      | 17     | 18     | 19     | 20     | 21     | 22     | 23     |
| 4      | 24     | 25     | 26     | 27     | 28     | 29     | 30     |
| 5      | 31     |        |        |        |        |        |        |

| Februar | Februar | Februar | Februar | Februar | Februar | Februar | Februar |
| Kw      | Mo      | Di      | Mi      | Do      | Fr      | Sa      | So      |
| ------- | ------- | ------- | ------- | ------- | ------- | ------- | ------- |
| 5       |         | 1       | 2       | 3       | 4       | 5       | 6       |
| 6       | 7       | 8       | 9       | 10      | 11      | 12      | 13      |
| 7       | 14      | 15      | 16      | 17      | 18      | 19      | 20      |
| 8       | 21      | 22      | 23      | 24      | 25      | 26      | 27      |
| 9       | 28      | 29      |         |         |         |         |         |

| März | März | März | März | März | März | März | März |
| Kw   | Mo   | Di   | Mi   | Do   | Fr   | Sa   | So   |
| ---- | ---- | ---- | ---- | ---- | ---- | ---- | ---- |
| 9    |      |      | 1    | 2    | 3    | 4    | 5    |
| 10   | 6    | 7    | 8    | 9    | 10   | 11   | 12   |
| 11   | 13   | 14   | 15   | 16   | 17   | 18   | 19   |
| 12   | 20   | 21   | 22   | 23   | 24   | 25   | 26   |
| 13   | 27   | 28   | 29   | 30   | 31   |      |      |

| April | April | April | April | April | April | April | April |
| Kw    | Mo    | Di    | Mi    | Do    | Fr    | Sa    | So    |
| ----- | ----- | ----- | ----- | ----- | ----- | ----- | ----- |
| 13    |       |       |       |       |       | 1     | 2     |
| 14    | 3     | 4     | 5     | 6     | 7     | 8     | 9     |
| 15    | 10    | 11    | 12    | 13    | 14    | 15    | 16    |
| 16    | 17    | 18    | 19    | 20    | 21    | 22    | 23    |
| 17    | 24    | 25    | 26    | 27    | 28    | 29    | 30    |

| Mai | Mai | Mai | Mai | Mai | Mai | Mai | Mai |
| Kw  | Mo  | Di  | Mi  | Do  | Fr  | Sa  | So  |
| --- | --- | --- | --- | --- | --- | --- | --- |
| 18  | 1   | 2   | 3   | 4   | 5   | 6   | 7   |
| 19  | 8   | 9   | 10  | 11  | 12  | 13  | 14  |
| 20  | 15  | 16  | 17  | 18  | 19  | 20  | 21  |
| 21  | 22  | 23  | 24  | 25  | 26  | 27  | 28  |
| 22  | 29  | 30  | 31  |     |     |     |     |

| Juni | Juni | Juni | Juni | Juni | Juni | Juni | Juni |
| Kw   | Mo   | Di   | Mi   | Do   | Fr   | Sa   | So   |
| ---- | ---- | ---- | ---- | ---- | ---- | ---- | ---- |
| 22   |      |      |      | 1    | 2    | 3    | 4    |
| 23   | 5    | 6    | 7    | 8    | 9    | 10   | 11   |
| 24   | 12   | 13   | 14   | 15   | 16   | 17   | 18   |
| 25   | 19   | 20   | 21   | 22   | 23   | 24   | 25   |
| 26   | 26   | 27   | 28   | 29   | 30   |      |      |

| Juli | Juli | Juli | Juli | Juli | Juli | Juli | Juli |
| Kw   | Mo   | Di   | Mi   | Do   | Fr   | Sa   | So   |
| ---- | ---- | ---- | ---- | ---- | ---- | ---- | ---- |
| 26   |      |      |      |      |      | 1    | 2    |
| 27   | 3    | 4    | 5    | 6    | 7    | 8    | 9    |
| 28   | 10   | 11   | 12   | 13   | 14   | 15   | 16   |
| 29   | 17   | 18   | 19   | 20   | 21   | 22   | 23   |
| 30   | 24   | 25   | 26   | 27   | 28   | 29   | 30   |
| 31   | 31   |      |      |      |      |      |      |

| August | August | August | August | August | August | August | August |
| Kw     | Mo     | Di     | Mi     | Do     | Fr     | Sa     | So     |
| ------ | ------ | ------ | ------ | ------ | ------ | ------ | ------ |
| 31     |        | 1      | 2      | 3      | 4      | 5      | 6      |
| 32     | 7      | 8      | 9      | 10     | 11     | 12     | 13     |
| 33     | 14     | 15     | 16     | 17     | 18     | 19     | 20     |
| 34     | 21     | 22     | 23     | 24     | 25     | 26     | 27     |
| 35     | 28     | 29     | 30     | 31     |        |        |        |

| September | September | September | September | September | September | September | September |
| Kw        | Mo        | Di        | Mi        | Do        | Fr        | Sa        | So        |
| --------- | --------- | --------- | --------- | --------- | --------- | --------- | --------- |
| 35        |           |           |           |           | 1         | 2         | 3         |
| 36        | 4         | 5         | 6         | 7         | 8         | 9         | 10        |
| 37        | 11        | 12        | 13        | 14        | 15        | 16        | 17        |
| 38        | 18        | 19        | 20        | 21        | 22        | 23        | 24        |
| 39        | 25        | 26        | 27        | 28        | 29        | 30        |           |

| Oktober | Oktober | Oktober | Oktober | Oktober | Oktober | Oktober | Oktober |
| Kw      | Mo      | Di      | Mi      | Do      | Fr      | Sa      | So      |
| ------- | ------- | ------- | ------- | ------- | ------- | ------- | ------- |
| 39      |         |         |         |         |         |         | 1       |
| 40      | 2       | 3       | 4       | 5       | 6       | 7       | 8       |
| 41      | 9       | 10      | 11      | 12      | 13      | 14      | 15      |
| 42      | 16      | 17      | 18      | 19      | 20      | 21      | 22      |
| 43      | 23      | 24      | 25      | 26      | 27      | 28      | 29      |
| 44      | 30      | 31      |         |         |         |         |         |

| November | November | November | November | November | November | November | November |
| Kw       | Mo       | Di       | Mi       | Do       | Fr       | Sa       | So       |
| -------- | -------- | -------- | -------- | -------- | -------- | -------- | -------- |
| 44       |          |          | 1        | 2        | 3        | 4        | 5        |
| 45       | 6        | 7        | 8        | 9        | 10       | 11       | 12       |
| 46       | 13       | 14       | 15       | 16       | 17       | 18       | 19       |
| 47       | 20       | 21       | 22       | 23       | 24       | 25       | 26       |
| 48       | 27       | 28       | 29       | 30       |          |          |          |

| Dezember | Dezember | Dezember | Dezember | Dezember | Dezember | Dezember | Dezember |
| Kw       | Mo       | Di       | Mi       | Do       | Fr       | Sa       | So       |
| -------- | -------- | -------- | -------- | -------- | -------- | -------- | -------- |
| 48       |          |          |          |          | 1        | 2        | 3        |
| 49       | 4        | 5        | 6        | 7        | 8        | 9        | 10       |
| 50       | 11       | 12       | 13       | 14       | 15       | 16       | 17       |
| 51       | 18       | 19       | 20       | 21       | 22       | 23       | 24       |
| 52       | 25       | 26       | 27       | 28       | 29       | 30       | 31       |

| Januar | Januar | Januar | Januar | Januar | Januar | Januar | Januar |
| Kw     | Mo     | Di     | Mi     | Do     | Fr     | Sa     | So     |
| ------ | ------ | ------ | ------ | ------ | ------ | ------ | ------ |
| 52     |        |        |        |        |        | 1      | 2      |
| 1      | 3      | 4      | 5      | 6      | 7      | 8      | 9      |
| 2      | 10     | 11     | 12     | 13     | 14     | 15     | 16     |
| 3      | 17     | 18     | 19     | 20     | 21     | 22     | 23     |
| 4      | 24     | 25     | 26     | 27     | 28     | 29     | 30     |
| 5      | 31     |        |        |        |        |        |        |

| Februar | Februar | Februar | Februar | Februar | Februar | Februar | Februar |
| Kw      | Mo      | Di      | Mi      | Do      | Fr      | Sa      | So      |
| ------- | ------- | ------- | ------- | ------- | ------- | ------- | ------- |
| 5       |         | 1       | 2       | 3       | 4       | 5       | 6       |
| 6       | 7       | 8       | 9       | 10      | 11      | 12      | 13      |
| 7       | 14      | 15      | 16      | 17      | 18      | 19      | 20      |
| 8       | 21      | 22      | 23      | 24      | 25      | 26      | 27      |
| 9       | 28      | 29      |         |         |         |         |         |

| März | März | März | März | März | März | März | März |
| Kw   | Mo   | Di   | Mi   | Do   | Fr   | Sa   | So   |
| ---- | ---- | ---- | ---- | ---- | ---- | ---- | ---- |
| 9    |      |      | 1    | 2    | 3    | 4    | 5    |
| 10   | 6    | 7    | 8    | 9    | 10   | 11   | 12   |
| 11   | 13   | 14   | 15   | 16   | 17   | 18   | 19   |
| 12   | 20   | 21   | 22   | 23   | 24   | 25   | 26   |
| 13   | 27   | 28   | 29   | 30   | 31   |      |      |

| April | April | April | April | April | April | April | April |
| Kw    | Mo    | Di    | Mi    | Do    | Fr    | Sa    | So    |
| ----- | ----- | ----- | ----- | ----- | ----- | ----- | ----- |
| 13    |       |       |       |       |       | 1     | 2     |
| 14    | 3     | 4     | 5     | 6     | 7     | 8     | 9     |
| 15    | 10    | 11    | 12    | 13    | 14    | 15    | 16    |
| 16    | 17    | 18    | 19    | 20    | 21    | 22    | 23    |
| 17    | 24    | 25    | 26    | 27    | 28    | 29    | 30    |

| Mai | Mai | Mai | Mai | Mai | Mai | Mai | Mai |
| Kw  | Mo  | Di  | Mi  | Do  | Fr  | Sa  | So  |
| --- | --- | --- | --- | --- | --- | --- | --- |
| 18  | 1   | 2   | 3   | 4   | 5   | 6   | 7   |
| 19  | 8   | 9   | 10  | 11  | 12  | 13  | 14  |
| 20  | 15  | 16  | 17  | 18  | 19  | 20  | 21  |
| 21  | 22  | 23  | 24  | 25  | 26  | 27  | 28  |
| 22  | 29  | 30  | 31  |     |     |     |     |

| Juni | Juni | Juni | Juni | Juni | Juni | Juni | Juni |
| Kw   | Mo   | Di   | Mi   | Do   | Fr   | Sa   | So   |
| ---- | ---- | ---- | ---- | ---- | ---- | ---- | ---- |
| 22   |      |      |      | 1    | 2    | 3    | 4    |
| 23   | 5    | 6    | 7    | 8    | 9    | 10   | 11   |
| 24   | 12   | 13   | 14   | 15   | 16   | 17   | 18   |
| 25   | 19   | 20   | 21   | 22   | 23   | 24   | 25   |
| 26   | 26   | 27   | 28   | 29   | 30   |      |      |

| Juli | Juli | Juli | Juli | Juli | Juli | Juli | Juli |
| Kw   | Mo   | Di   | Mi   | Do   | Fr   | Sa   | So   |
| ---- | ---- | ---- | ---- | ---- | ---- | ---- | ---- |
| 26   |      |      |      |      |      | 1    | 2    |
| 27   | 3    | 4    | 5    | 6    | 7    | 8    | 9    |
| 28   | 10   | 11   | 12   | 13   | 14   | 15   | 16   |
| 29   | 17   | 18   | 19   | 20   | 21   | 22   | 23   |
| 30   | 24   | 25   | 26   | 27   | 28   | 29   | 30   |
| 31   | 31   |      |      |      |      |      |      |

| August | August | August | August | August | August | August | August |
| Kw     | Mo     | Di     | Mi     | Do     | Fr     | Sa     | So     |
| ------ | ------ | ------ | ------ | ------ | ------ | ------ | ------ |
| 31     |        | 1      | 2      | 3      | 4      | 5      | 6      |
| 32     | 7      | 8      | 9      | 10     | 11     | 12     | 13     |
| 33     | 14     | 15     | 16     | 17     | 18     | 19     | 20     |
| 34     | 21     | 22     | 23     | 24     | 25     | 26     | 27     |
| 35     | 28     | 29     | 30     | 31     |        |        |        |

| September | September | September | September | September | September | September | September |
| Kw        | Mo        | Di        | Mi        | Do        | Fr        | Sa        | So        |
| --------- | --------- | --------- | --------- | --------- | --------- | --------- | --------- |
| 35        |           |           |           |           | 1         | 2         | 3         |
| 36        | 4         | 5         | 6         | 7         | 8         | 9         | 10        |
| 37        | 11        | 12        | 13        | 14        | 15        | 16        | 17        |
| 38        | 18        | 19        | 20        | 21        | 22        | 23        | 24        |
| 39        | 25        | 26        | 27        | 28        | 29        | 30        |           |

| Oktober | Oktober | Oktober | Oktober | Oktober | Oktober | Oktober | Oktober |
| Kw      | Mo      | Di      | Mi      | Do      | Fr      | Sa      | So      |
| ------- | ------- | ------- | ------- | ------- | ------- | ------- | ------- |
| 39      |         |         |         |         |         |         | 1       |
| 40      | 2       | 3       | 4       | 5       | 6       | 7       | 8       |
| 41      | 9       | 10      | 11      | 12      | 13      | 14      | 15      |
| 42      | 16      | 17      | 18      | 19      | 20      | 21      | 22      |
| 43      | 23      | 24      | 25      | 26      | 27      | 28      | 29      |
| 44      | 30      | 31      |         |         |         |         |         |

| November | November | November | November | November | November | November | November |
| Kw       | Mo       | Di       | Mi       | Do       | Fr       | Sa       | So       |
| -------- | -------- | -------- | -------- | -------- | -------- | -------- | -------- |
| 44       |          |          | 1        | 2        | 3        | 4        | 5        |
| 45       | 6        | 7        | 8        | 9        | 10       | 11       | 12       |
| 46       | 13       | 14       | 15       | 16       | 17       | 18       | 19       |
| 47       | 20       | 21       | 22       | 23       | 24       | 25       | 26       |
| 48       | 27       | 28       | 29       | 30       |          |          |          |

| Dezember | Dezember | Dezember | Dezember | Dezember | Dezember | Dezember | Dezember |
| Kw       | Mo       | Di       | Mi       | Do       | Fr       | Sa       | So       |
| -------- | -------- | -------- | -------- | -------- | -------- | -------- | -------- |
| 48       |          |          |          |          | 1        | 2        | 3        |
| 49       | 4        | 5        | 6        | 7        | 8        | 9        | 10       |
| 50       | 11       | 12       | 13       | 14       | 15       | 16       | 17       |
| 51       | 18       | 19       | 20       | 21       | 22       | 23       | 24       |
| 52       | 25       | 26       | 27       | 28       | 29       | 30       | 31       |

## Ereignisse

### Politik und Weltgeschehen

#### Hundertjähriger Krieg
- Anfang Januar: Seekrieg auf dem Ärmelkanal 1338–1340: Eine englische Flotte überfällt Boulogne-sur-Mer, wo sie 18 unbemannte Galeeren und 24 Handelsschiffe zerstören kann.
- 26. Januar: Edward III. von England erklärt sich zum König von Frankreich. Die Bürger von Gent erkennen ihn als König an.

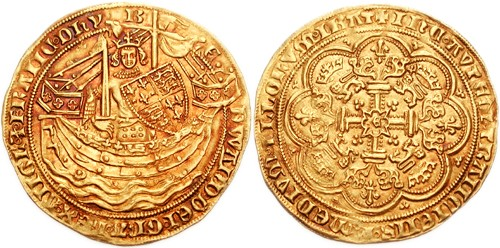
Englischer Goldflorentiner zur Erinnerung an die Seeschlacht: Randschrift: IHC TRANSIENS PER MEDIUM ILORUM IBAT (“Er [Jesus] aber schritt mitten durch die Menge hindurch und ging weg.”) Lukas 4:30.

- 24. Juni: In der Seeschlacht von Sluis, dem ersten großen Kampf im Hundertjährigen Krieg, siegen die Engländer über die französische Flotte. Sie unterstützen damit ihre bedrängten flämischen Alliierten und durchkreuzen das Vorhaben Philipps VI. einer Invasion in England.
- 26. Juli: In der Schlacht von Saint-Omer besiegt ein französisches Heer unter dem Befehl von Jean I. Graf von Armagnac und Odo IV. Herzog von Burgund, ein verbündetes Heer Englands und der Grafschaft Flandern unter dem Oberbefehl von Robert III. Graf von Artois, das sich daraufhin zurückzieht.

#### Reconquista
- April: Die marokkanischen Meriniden unter Abu l-Hasan besiegen eine christliche Flotte in der Seeschlacht von Gibraltar, setzen mit einer großen Streitmacht über die Straße von Gibraltar. Abu l-Hasan lässt seine Truppen in Algeciras und Gibraltar sammeln. Im August vereint er seine Truppen mit denen des Emirats von Granada unter Yusuf I. und beginnt mit ihm gemeinsam, die Stadt Tarifa zu belagern.
- 30. Oktober: Die vereinten Kräfte von Alfons XI. von Kastilien und León und Alfons IV. von Portugal schlagen die Meriniden unter Abu l-Hasan von Marokko sowie deren Verbündete, die Nasriden von Granada unter Yusuf I., die die Stadt Tarifa belagern, in der Schlacht am Salado. Sie erringen damit einen der bedeutendsten Siege in der Spätphase der Reconquista.

#### Heiliges Römisches Reich
- 24. April: In der Schlacht auf dem Schönberg während der Schweizer Habsburgerkriege besiegt die Stadt Bern die Stadt Freiburg. Im August vermittelt Agnes von Ungarn in Königsfelden einen Friedensvertrag.
- Johann von Böhmen erblindet gänzlich. Er war seit drei Jahren auf dem rechten Auge blind und wird von da an als der Blinde betitelt.

#### Nord- und Osteuropa
- 1. April: Der Ritter Niels Ebbesen erschlägt in Randers den Grafen Gerhard III. von Holstein. Wenig später wird Waldemar IV. Atterdag zum dänischen König gewählt. Die Zeit des Interregnums in Dänemark geht zu Ende.
- 7. April: Das Fürstentum Halytsch-Wolodymyr in der heutigen Ukraine zerfällt nach dem Tod von Fürst Bolesław Georg II., der wegen angeblicher Bevorzugung der Katholiken von seinen Bojaren ermordet wird. Daraufhin bricht ein Kampf zwischen den aufstrebenden osteuropäischen Großmächten Polen und Litauen um die Erbmasse aus, der schließlich in einer Teilung des Reiches endet. Das Gebiet des Fürstentums Halytsch (Galizien) geht an das Königreich Polen, das des Fürstentums Wolodymyr (Wolhynien) mit Lemberg an das Großfürstentum Litauen.

#### Stadtrechte und urkundliche Ersterwähnungen
- Rotterdam erhält die Stadtrechte und entwickelt sich daraufhin wegen seiner günstigen Lage rasch zu einer reichen Handelsstadt.
- Erste urkundliche Erwähnung von Grüsch, Jeuss, Montalchez, Oberurnen, Rüti, Soubey und Thierstein

### Wissenschaft und Technik
- Johannes Buridan ist zum zweiten Mal Rektor der Universität Paris (nach 1327/1328).

### Kultur
- Die Schobermesse (luxemburgisch: Schueberfouer) wird erstmals in Luxemburg durchgeführt.

### Gesellschaft
- um 1340: In Europa leben rund 75 Millionen Menschen. Für Deutschland differieren die Schätzungen zwischen 10 und 16 Millionen.

### Religion
- Die Lehren des Wilhelm von Ockham werden verurteilt.

## Geboren

### Geburtsdatum gesichert
- 5. März: Cansignorio della Scala, Herr von Verona († 1375)
- 6. März: John of Gaunt, englischer Adeliger († 1399)
- 15. April: Angelo Acciaioli, Bischof von Rapolla, Florenz und Otia, Kardinal († 1408)
- 25. Juni: John Mowbray, englischer Adeliger († 1368)
- 30. November: Johann von Berry, Herzog von Berry und Auvergne († 1416)

### Genaues Geburtsdatum unbekannt
- Alexander V., Gegenpapst in Avignon († 1410)
- Philipp van Artevelde, flämischer Offizier († 1382)
- Diether VIII., Graf von Katzenelnbogen († 1402)
- Elisabeth von Bosnien, Königin von Ungarn und Polen († 1387)
- Geert Groote, niederländischer Theologe und Bußprediger († 1384)
- Otto III. von Grandson, französisch-schweizerischer Ritter und Dichter († 1397)
- Peter II., Graf von Alençon und Le Perche († 1404)
- Karmapa Rölpe Dorje, Person des tibetischen Buddhismus († 1383)
- William Zouche, englischer Adeliger († 1396)

### Geboren um 1340
- Jean de Bondol, flämischer Buchmaler und Maler († um 1400)
- Meister Bertram, deutscher Maler († 1414)
- Cataluzio da Todi, umbrischer Goldschmied († um 1419)
- Jean de Murol, Bischof von Genf († 1399)
- Leopold Stainreuter, österreichischer Gelehrter und Geschichtsschreiber († um 1400)
- Robert Stewart, englischer Adeliger († 1420)
- Nikola Tavelić, kroatischer Franziskaner, Heiliger der katholischen Kirche († 1391)
- Wolf von Wunnenstein, deutscher Niederadliger, Raubritter, Kreditgeber und Ministerialer († 1413)

## Gestorben

### Todesdatum gesichert
- 10. März: Henry de Beaumont, englischer Adeliger
- 11. März: Johann II., Graf von Sponheim zu Kreuznach (* um 1272)
- 1. April: Gerhard III., Herzog von Schleswig und Graf von Holstein-Rendsburg (* um 1293)
- 7. April: Bolesław Georg II., Fürst von Halytsch-Wolodymyr (* 1308)
- 7. April: Konrad von Klingenberg, Bischof von Brixen und Fürstbischof von Freising
- 13. April: Berthold VII., regierender Graf von Henneberg-Schleusingen (* 1272)
- 19. Juni: Bonagratia von Bergamo, italienischer Franziskaner, Jurist und Politiker (* 1265)
- 24. Juni: Nicolas Béhuchet, Schatzmeister und Admiral von Frankreich (* vor 1310)
- 24. Juni: Hugues Quiéret, französischer Adliger, Admiral und Heerführer (* um 1290)
- 10. August: Elisabeth von Matzingen, Schweizer Äbtissin
- 18. August: Matteo Orsini, Kardinal der katholischen Kirche
- 11. Oktober: Nikolaus von Ybbs, Bischof von Regensburg (* um 1275)
- 18. Oktober: Heinrich von Friemar, deutscher Theologieprofessor und Schriftsteller (* um 1245)
- 4. Dezember: Henry Burghersh, Lordkanzler und Erzbischof von Canterbury (* 1292)
- 21. Dezember: Johann I., Herzog von Niederbayern (* 1329)

### Genaues Todesdatum unbekannt
- April: Basileios Komnenos, Kaiser und Großkomnene von Trapezunt
- Dezember: Niels Ebbesen, jütischer Adeliger
- Bachja ben Ascher, spanischer Kabbalist
- Gernot, genannt Irrmut, Oberhaupt einer deutschen Patrizierfamilie (* 1280)
- Jakob ben Ascher, jüdischer Autor (* 1283)
- Johann III. von Diest, Bischof von Utrecht
- Josef Kaspi, jüdischer Gelehrter (* 1279)
- Manfred IV., Markgraf von Saluzzo
- Margaretha von Berg, Gräfin von Ravensberg (* um 1285)
- Otto VI., Graf von Weimar-Orlamünde (* 1297)
- Mahmoud Schabestari, iranischer Mystiker und Dichter (* 1288)
- Simonida, Ehefrau des Königs von Raszien, Stefan Uroš II. Milutin (* 1294)

### Gestorben um 1340
- Richard Airmyn, englischer Kleriker (* um 1290)
- Leszek, Herzog von Kujawien (* um 1275)